# Франтішек Гавранек
Франтішек Гавранек (чеськ. František Havránek, 11 липня 1923, Братислава — 26 березня 2011) — чехословацький футбольний тренер. Зокрема відомий перемогою очолюваної ним збірної Чехословаччини на Олімпіаді-1980.

## Ігрова кар'єра
Починав грати у футбол наприкінці 1930-х у команді «АФК Садска».
У повоєнні роки повернувся до виступів на футбольному полі, грав за клуб «Млада Болеслав» та низку аматорських команд.

## Кар'єра тренера
Розпочав тренерську кар'єру 1964 року, очоливши тренерський штаб клубу «Градець-Кралове», після чого у 1966–1968 роках тренував празьку «Славію».
У 1970-х роках працював з кіпрським ЕПА (Ларнака), чехословацькою «Збройовкою» та польським «Рухом» (Хожув), після чого очолив олімпійську збірну Чехословаччини, яку готував до футбольного турніру на Олімпіаді-1980. Здолавши у фінальній грі команду НДР, чехословацька збірна уперше і востаннє у своїй історії стала олімпійським чемпіоном.
Згодом протягом 1982–1984 років очолював тренерський штаб основної збірної Чехословаччини, а останнім місцем тренерської роботи Гавранека був кіпрський АЕЛ, головним тренером команди якого він був з 1984 по 1986 рік.
Помер 26 березня 2011 року на 88-му році життя.

## Титули і досягнення

### Як тренера
- Олімпійський чемпіон (1):

Чехословаччина: 1980
- Володар Кубка Кіпру (1):

АЕЛ: 1984-1985